# Conservapedia
Conservapedia je anglicky psaná online (wiki) encyklopedie. Je tvořena v tradici amerického sociálního konzervatismu, kreacionismu a křesťanského fundamentalismu.
Její první článek je datován 22. listopadu 2006. Vznikla jako odpověď na údajnou zaujatost ideově liberální orientace a údajně protikřesťanský a protiamerický obsah Wikipedie. Zakladatelem byl právník Andrew Schlafly, syn političky a protifeministické aktivistky Phyllis Schlaflyové.
Kritici Conservapedie jí vytýkají proamerickou a fundamentalisticky křesťanskou zaujatost. Encyklopedie je kritická mj. k ateismu, feminismus, homosexualitě, evoluční teorii, Baraku Obamovi a Demokratické straně.